# استان عین تموشنت
| استان عین تموشنت  | استان عین تموشنت      |
| ----------------- | --------------------- |
|                   |                       |
| DZ-46 (2019).svg  |                       |
| کشور              | الجزایر               |
| مساحت             | ۲٬۳۷۶٫۸۹ کیلومتر مربع |
| جمعیت             |                       |
| جمعیت             | ۳۸۴٬۵۶۵               |
| تراکم جمعیت       | ۱۶۱٫۸/کیلومتر مربع    |
| شمارگان           |                       |
| شمارهٔ استان       | ۴۶                    |
| پیش‌شمارهٔ تلفنی    | ۰۲۷                   |
| تعداد فرمانداری‌ها | ۸                     |
| تعداد شهرستان‌ها   | ۲۸                    |
| کد پستی           |                       |

عین تموشنت (به زبان آمازیغ: ʿAyn Tīmūšant) نام استانی در شمال غربی کشور الجزایر است.
مرکز این استان شهر عین تموشنت است.